# Trinbago Knight Riders
Trinbago Knight Riders (bis zur Saison 2015: Trinidad and Tobago Red Steel) ist ein Cricketteam aus Trinidad und Tobago. Das Franchise wurde mit der Einführung der Caribbean Premier League im Jahr 2013 gegründet. Das Heimatstadion ist das Queen’s Park Oval in Port of Spain. Seit 2016 trägt das Team aus Sponsoring-Gründen den Namen Knight Riders, da das Franchise von den Eigentümern der Kolkata Knight Riders, welches in der Indian Premier League spielt, gekauft wurde. Trinbago Knight Riders konnten die Caribbean Premier League in der Saison 2015 zum ersten Mal gewinnen und dies in den Jahren 2017, 2018 und 2020 wiederholen.

## Geschichte

### Die Gründung
Im Dezember 2012 verkündete das West Indies Cricket Board eine Franchise basierte Twenty20 Liga zu etablieren. Kurz darauf erfolgte im Frühjahr 2013 die Festlegung der Spielorte, wo die Franchises beheimatet seien sollten, unter anderem in Trinidad und Tobago. Beim ersten Draft im Juni 2013 erhielt das Team wie jedes andere 15 Spieler, wobei Dwayne Bravo der Starspieler der Mannschaft war. Als Überseespieler wurden Ross Taylor, Aaron Finch und Kevin O’Brien verpflichtet. Der Team Name wurde ebenfalls in diesem Monat mit Trinidad and Tobago Red Steel festgelegt. Als erster Kapitän wurde Dwayne Brave bestimmt.

### Saison 2013
Das Team verlor die ersten drei Spiele, um dann die nächsten drei für sich zu entscheiden. Mit einem Spielverhältnis von drei Siegen und vier Niederlagen qualifizierte sich die Mannschaft als Gruppenvierter für das Halbfinale. Dort traf sie auf den Gruppenersten Guyana Amazon Warriors, gegen den sie mit einer 7 Wicket Niederlage ausschied. Bester Batsman und Bowler des Teams war Dwayne Bravo.

### Saison 2014
In der zweiten Saison konnte die Mannschaft im Draft ihre wichtigsten Spieler halten. Während der Saison gab es ein Problem mit dem Namen der Mannschaft, da der Sportminister von Trinidad und Tobago den Nationennamen nicht im Teamnamen verwendet haben wollte. Dieses konnte nach Verhandlungen der CPL zur Mitte der Saison gelöst werden. Der Saisonstart gelang dieses Mal ausgeglichener und so zog man mit sechs Siegen bei drei Niederlagen als dritter ins Viertelfinale ein. Dort trafen sie auf die Jamaica Tallawahs und schieden mit einer 4 Wicket-Niederlage aus. Bester Batsman der Saison war Evin Lewis, bester Bowler Kevon Cooper.

### Saison 2015
Zu Beginn der Saison wurde bekannt, dass die Besitzer der Kolkata Knight Riders einen Anteil an dem Franchise erworben haben. Die Saison verlief zunächst ausgeglichen, so dass man nach der Gruppenphase mit fünf Siegen, vier Niederlagen und ein No Result abermals Dritter wurde. Dort spielte man im Viertelfinale gegen die Jamaica Tallawahs, wobei man mit 27 Runs gewann. Im Halbfinale stand mit Guyana Amazon Warriors der Gegner gegenüber, gegen den man im letzten Gruppenspiel noch verloren hatte. Dennoch gelang ein Sieg mit 6 Wickets und somit der Finaleinzug. Im Finale stand man dem Titelverteidiger Barbados Tridents gegenüber. Mit 20 Runs konnte sich das Team dort durchsetzen und so gewann die Mannschaft den ersten CPL-Titel. Bester batsman der Mannschaft war Jacques Kallis, bester Bowler Dwayne Bravo, der in der Saison mit 28 Wickets auch bester Bowler des Turniers war.

## Abschneiden in der CPL
| Jahr | Spiele | Siege | Niederlagen | No Result | Endplatzierung (Vorrunde) |
| ---- | ------ | ----- | ----------- | --------- | ------------------------- |
| 2013 | 7      | 3     | 4           | 0         | Halbfinale (4/6)          |
| 2014 | 9      | 6     | 3           | 0         | Viertelfinale (3/6)       |
| 2015 | 10     | 5     | 4           | 1         | Sieger (3/6)              |
| 2016 | 10     | 5     | 5           | 0         | Halbfinale (4/6)          |
| 2017 | 10     | 8     | 2           | 0         | Sieger (1/6)              |
| 2018 | 10     | 7     | 3           | 0         | Sieger (1/6)              |
| 2019 | 10     | 4     | 5           | 1         | Halbfinale (4/6)          |
| 2020 | 10     | 10    | 0           | 0         | Sieger (1/6)              |